# 1998年冬季残疾人奥林匹克运动会白俄罗斯代表团
1998年冬季残疾人奥林匹克运动会白俄罗斯代表团是白俄罗斯派出的1998年冬季残疾人奥林匹克运动会代表团。未获得奖牌。